# Bulbophyllum luteum
Bulbophyllum luteum är en orkidéart som beskrevs av Jaap J. Vermeulen. Bulbophyllum luteum ingår i släktet Bulbophyllum och familjen orkidéer. Inga underarter finns listade i Catalogue of Life.